# Freeburg (Illinois)
Freeburg é uma vila localizada no estado americano de Illinois, no Condado de St. Clair.

## Demografia
Segundo o censo americano de 2000, a sua população era de 3872 habitantes.
Em 2006, foi estimada uma população de 4164, um aumento de 292 (7.5%).

## Geografia
De acordo com o United States Census Bureau tem uma área de
8,4 km², dos quais 8,3 km² cobertos por terra e 0,1 km² cobertos por água. Freeburg localiza-se a aproximadamente 152 m acima do nível do mar.

## Localidades na vizinhança
O diagrama seguinte representa as localidades num raio de 16 km ao redor de Freeburg.